# Zwierzyniec (rejon mołodecki)
Zwierzyniec – dawny folwark. Tereny, na których był położony, leżą obecnie na Białorusi, w obwodzie mińskim, w rejonie mołodeckim, w sielsowiecie Markowo.

## Historia
W czasach zaborów w gminie Bienica w powiecie oszmiańskim, w guberni wileńskiej Imperium Rosyjskiego.
W latach 1921–1945 folwark leżał w Polsce, w województwie wileńskim, w powiecie oszmiańskim (od 1927 roku w powiecie mołodeckim), w gminie Bienica.
W 1931 był tu 1 dom mieszkalny.
Wierni należeli do parafii rzymskokatolickiej w Bienicy i prawosławnej w Markowie. Miejscowość podlegała pod Sąd Grodzki w Mołodecznie i Okręgowy w Wilnie; właściwy urząd pocztowy mieścił się w Bienicy.